# مرغاريتا ألاكوك

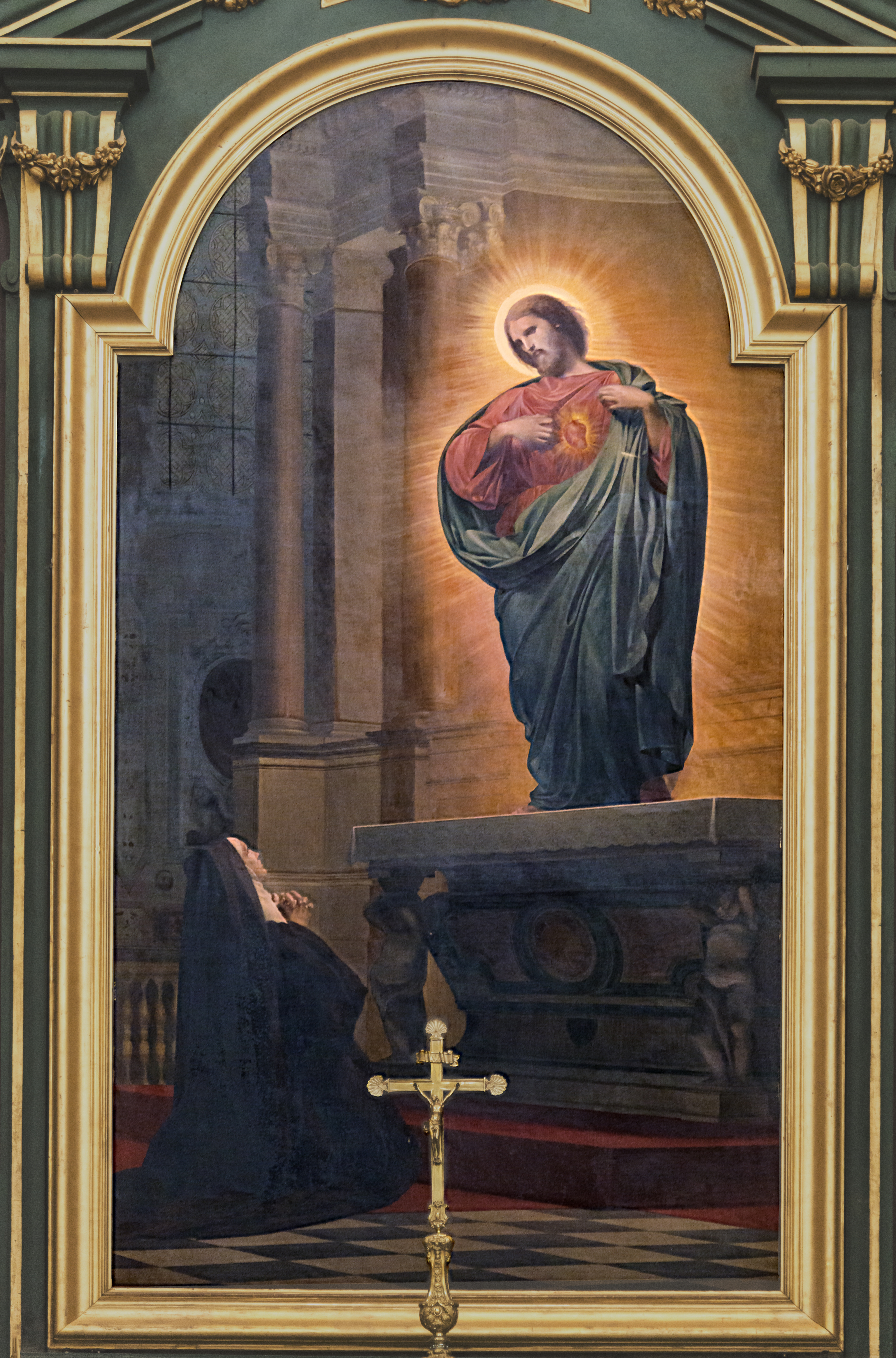

مرغاريتا ألاكوك (بالفرنسية: Marguerite Marie Alacoque) من مواليد (22 يوليو 1647 ووفيات 17 أكتوبر 1690) هي فتاة فرنسية من قرية لوتكور في منطقة ماكّونيه. تلقّت التعليم المسيحيّ منذ نعومة أظفارها، وفي سنّ الخمس سنوات، شعرت برغبة داخليّة بنذر نفسها للرّب، رغم أنّها لم تكن تدرك بَعدُ معنى هذا النذر. توفّي والدها وهي في سنّ الثامنة، فعاشت مع والدتها. وعندما شبّت حاول أقربائها تزويجها مرارًا عديدة غير أنّها بقيت ترفض. وبعد صعوبات كثيرة، دخلت الدير وأصبحت مبتدئة في دير راهبات الزيارة بعمر 22 سنة. أبرزت نذورها في 6 تشرين الثاني 1672.
حظيت بظهورات عديدة كان أوّلها في 27 كانون الأوّل سنة 1672. وخلال هذه الظهورات، عرّفها يسوع تباعًا على أسرار قلبه الأقدس وحبّه الإلهيّ اللامحدود للبشريّة. وطلب إليها تكريم قلبه بالتناول كلّ أوّل جمعة من الشهر، ثمّ طلب تحديد عيد لقلبه الأقدس ونشر عبادته في العالم كلّه.
لم تكن حياة مارغريت-ماري سهلة، فقد وعدها يسوع بأن تحمل معه الصليب. فتعدّدت عذاباتها وآلامها التي حملتها بفرح وصبر وسلام: فقد قاست آلامًا جسديّة كثيرة وأمراضًا متعدّدة، كان معظمها علامةً لتمجيد الله، كما عانت من اضطهاد أخواتها الراهبات، ومن معاملة رئيستها القاسية لامتحان فضيلتها، والتأكّد من صحّة ما يحصل لها من خوارق.
هذا بالإضافة إلى ما كانت تقاسيه من صعوبة في القيام بالمهمّات التي كانت تُطلب منها في الدير وكانت تنفر منها بشريًّا، أو تعاني التعب منها بسبب صحّتها الضعيفة.
كلّ ذلك لم يثنها عن اعتبار الصليب طريقها للخلاص وعن تقبّله بفرح وقناعة، فكانت تقول: «الصليب مجدي، والحبّ يقودني إليه، فالحبّ يمتلكني، والحبّ يكفيني».
امتازت بالدقّة في عيش نذورها ومتطلّبات حياتها الرهبانيّة. وخاصّةً بالطاعة لرئيساتها ومرشديها، قد كانت تعتبر أنّ في الطاعة ضمانة لها على صحّة الظهورات.
كما امتازت بتسليم أمرها لأمّها العذراء، التي حظيت بحمايتها فصارت تلجأ إليها في كلّ حاجاتها ومشقّتها بثقة بنويّة كاملة. وقد نذرت أن تصوم إكرامًا للعذراء، وأن تتلوا فرض الحبل بلا دنس، وأن تتلو السلام الملائكيّ إكرامًا لآلامها.
توفيت في يوم 17 تشرين الأول سنة 1690 بعمر 43 سنة.
وبعد وفاتها اخترقت رسالتها جدران باراي لومونيال لتصل إلى العالم كلّه، بعد أن كانت بدأت الاحتفال بعيد قلب يسوع وتكريمه في ديرها خلال حياتها. أعلنها البابا بيوس التاسع طوباويّة سنة 1864، والبابا بندكتوس الخامس عشر قدّيسة سنة 1920.
وبدأ الاحتفال بعيد قلب يسوع في الكنيسة الجامعة مع البابا بيوس التاسع سنة 1856.

## روابط خارجية
- مرغاريتا ألاكوك على موقع الموسوعة البريطانية (الإنجليزية)